# 읍내면
읍내면(邑內面)은 1466년인 조선 중기부터 경기도 양주군 중부에 있던 면으로 2003년 10월 1일 이후의 양주1동, 2003년 10월 이전의 양주읍 서부에 해당된다. 유양리, 향교리, 부군리, 연정리, 홍문리, 중리, 지장리, 마전리, 산북리, 남방리, 어둔리, 원사리, 빙고리 등이 소속되어 있었으며, 지금의 법정동인 남방동, 마전동, 산북동, 어둔동, 유양동 등에 이른다.
1506년(중종 1) 고양주면에 있던 양주군청 관아가 읍내면의 유양리로 이주하게 되었다. 양주군청이 새로 이주하면서 읍내라는 이름이 붙게 되었고, 구한말의 주내면, 양주읍을 거쳐 현재의 양주1동에 이른다.

## 같이 보기
- 고주내면
- 양주읍
- 고양주면
- 시둔면